# Ošak
Ošak (lat. Cnidium),  biljni rod iz porodice štitarki. Pripada mu najmanje 5 vrsta trajnica rasprostranjenih od Sibira do Ruskog dalekog istoka, Kine, Koreje, japana i Aljaske i susjedne Kanade. 
U Hrvatskoj raste bijeli ošak, Cnidium silaifolium (Jacq.) Simonk., ali neki izvori drže ga sinonimom za Katapsuxis silaifolia (Jacq.) Reduron, Charpin & Pimenov.

## Vrste
1. Cnidium bhutanicum M.F.Watson
2. Cnidium cnidiifolium (Turcz.) Schischk.
3. Cnidium dauricum (Jacq.) Turcz. ex Fisch. & C.A.Mey.
4. Cnidium japonicum Miq.
5. Cnidium monnieri (L.) Cusson

## Sinonimi
- Pinasgelon Raf.; Good Book Amenit. Nat., Philad. 51 (1840)